# Oonops sonora
Oonops sonora là một loài nhện trong họ Oonopidae.
Loài này thuộc chi Oonops. Oonops sonora được miêu tả năm 1942 bởi Gertsch & Davis.